# Congresso dell'Unione
Il Congresso dell'Unione (in spagnolo: Congreso de la Unión) o ufficialmente Congresso Generale degli Stati Uniti Messicani (in spagnolo: Congreso General de los Estados Unidos Mexicanos) è il parlamento bicamerale del governo federale del Messico, costituito dal Senato della Repubblica e dalla Camera dei deputati.
Dal 1º settembre 2024 al 31 agosto 2027 è in carica la LXVI (66ª) legislatura.

## Struttura
Il Congresso è un parlamento di tipo bicamerale composto da due camere: il Senato della Repubblica (camera alta) e la Camera dei deputati (camera bassa). Struttura e compiti sono descritti nel terzo titolo, secondo capitolo, articoli da 50 a 79 della Costituzione messicana (adottata nel 1917).
Il Senato è composto da 128 senatori, di cui 96 vengono eletti direttamente dalla popolazione, mentre gli altri 32 sono eletti con il sistema proporzionale per un mandato di 6 anni.
La Camera dei deputati è composta da 500 deputati, di cui 300 vengono eletti dalla popolazione mentre i rimanenti 200 tramite sistema proporzionale per un mandato di 3 anni.
Le legislature (indicate con i numeri romani) si contano in base all'elezione dei deputati, perciò i senatori servono in due legislature consecutive.